# Studiorum Novi Testamenti Societas
Studiorum novi testamenti societas ('sällskapet för studium av nya testamentet') är en internationell sammanslutning av akademiska lärare i Nya testamentets exegetik, bildad i Oxford 1947 för att främja forskningen i ämnet.
Sällskapet har ca 1 000 ledamöter, vilka alla valts in på förslag av två tidigare medlemmar. Inval beviljas dem som gjort en forskningsinsats motsvarande två vetenskapliga monografier och "are deemed to be making, or are expected to make a creative and constructive contribution to New Testament Studies".
Sällskapet har konferenser varje sommar på olika universitet dit de inbjudits (Uppsala 1974, Lund 2008). Man utger tidskriften New Testament Studies och monografiserien SNTS Monograph Series (båda på Cambridge University Press). Ny president väljs varje år. De svenska forskare som varit presidenter är Harald Riesenfeld och Birger Gerhardsson.